# Leitão Grande
Leitão Grande es una localidad caboverdiana del municipio de São Salvador do Mundo.

## Geografía
La localidad está situada en la isla Santiago.

## Organización territorial
La localidad abarca los lugares y barrios de:
- Cobon Monteiro
- Cutelo Nha Lena
- Cutelo Riba
- Cutelo Rocha
- Descanso
- Descida
- Gundam
- Gundam di Baxu
- Laranjeira
- Lém
- Malbera
- Mato
- N'ó N'ó
- Pedregal
- Sansam
- Tchumbusco